# Gaspard-André Jauffret

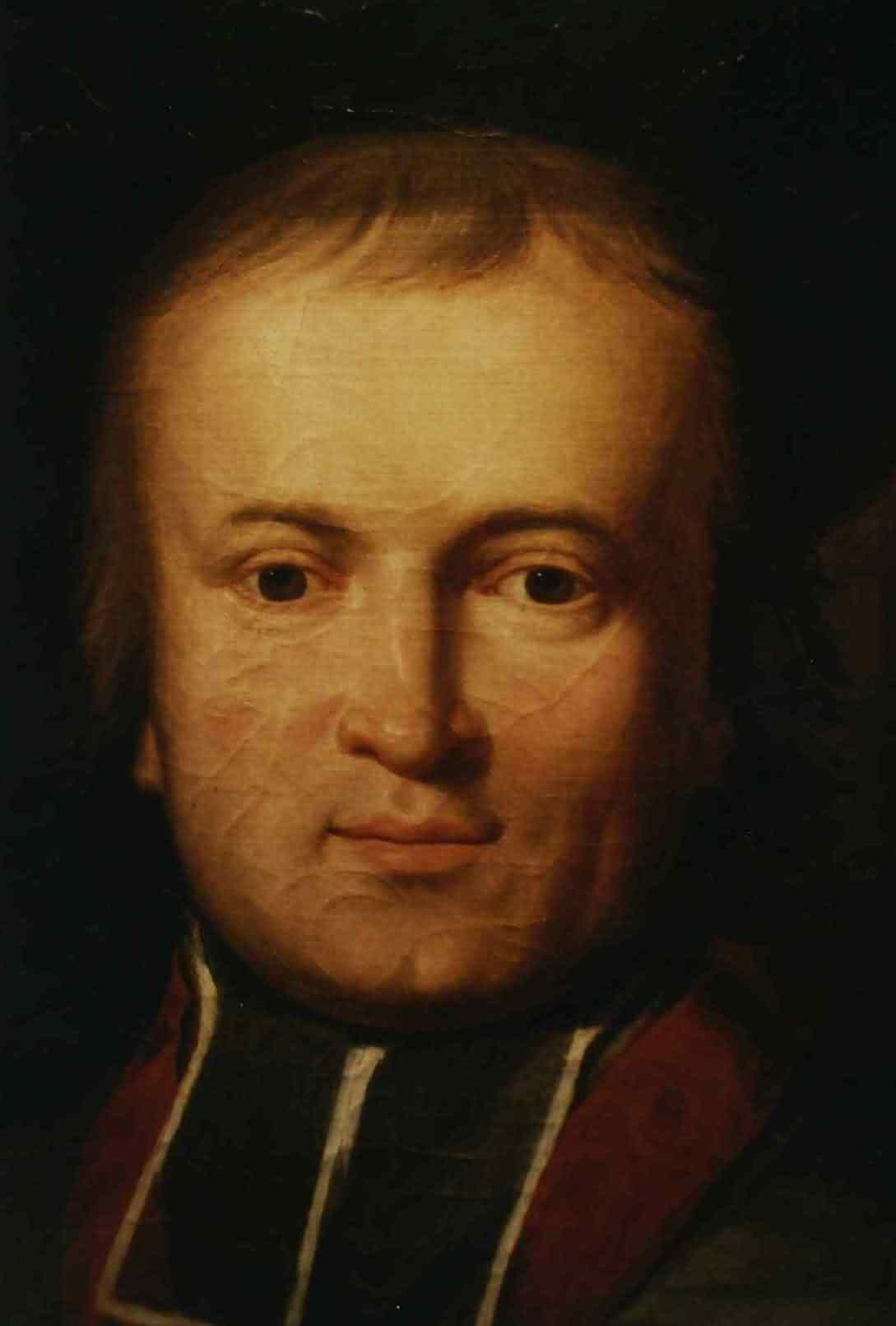
Gemälde von Jauffret

Bischofswappen von Jauffret

Gaspard-André Jauffret (* 13. Dezember 1759 in La Roquebrussanne; † 12. Mai 1823 in Paris) war ein französischer Geistlicher, Bischof von Metz und Erzbischof von Aix-en-Provence.

## Leben
Jauffret wurde 1759 als Sohn des Notars André Jauffret und dessen Ehefrau Catherine Grisolle geboren. Sein Bruder war der Historiker, Anthropologe und Dichter Louis-François Jauffret. 1769 begann Jauffret eine Ausbildung bei den Oratorianer in Toulouse und wechselte zum großen Seminar nach Aix-en-Provence. Es folgte die Promotion zum Lizentiat beider Rechte und zum Doktor der Theologie. Anschließend war er Stiftsherr an der Stiftskirche Saint-Pancrace in Aups, bis er zum Propst von Barjols ernannt wurde. Dann wechselte er nach Paris. 1790 wehrte er sich während der Französischen Revolution gegen die Zivilverfassung des Klerus mit der die Kirche in das neue politische System in Frankreich integriert werden sollte. 1791 publizierte er De la religion à l’Assemblée Nationale : discours philosophiques et politiques und die Zeitschrift „Annales religieuses, politiques et littéraires“ mit der er gegen die politischen Veränderungen der Französischen Revolution protestierte und sich für die Freiheit der Religionsausübung aussprach. Nach dem Tuileriensturm floh Jauffret erst nach Orléans, dann in die Provence. Erst 1795 kehrte er nach Paris zurück.
1802 wurde er zum Generalvikar von Kardinal Joseph Fesch in Lyon ernannt. 1806 wurde er zum Kaplan Kaiser Napoléons I. In dieser Funktion taufte er auch Louis Bonaparte. Am 15. Juli 1806 ernannte man ihn zum Bischof von Metz und zum Pair von Frankreich, am 8. Dezember 1806 erfolgte die Bischofsweihe. In seiner Amtszeit wurden die Metzer Gemeinden und Seminare neu geordnet. 1810 war er Mitglied der Delegation zur neuen Kaiserin Marie-Louise von Österreich. Am 5. Januar des folgenden Jahres ernannte man ihn zum Erzbischof von Aix-en-Provence und zum Comte de l’Empire. Die päpstliche Bestätigung erfolgte wegen des Konfliktes Pius VII. mit Napoléon allerdings erst am 23. Juni 1814.
Jauffret starb 1823 bei einem Kurzaufenthalt in Paris. Er wurde im Karmelitenkloster in der Rue de Vaugirard bestattet. Später wurde sein Leichnam nach Metz überführt.

## Werke
- De la Religion à l’Assemblée nationale, discours philosophique et politique, 1790/91 (Digitalisat)
- Du Culte public, ou de la nécessité du culte public en général, et de l’excellence du culte catholique en particulier, 1795
- Les Consolations, ou recueil choisi de tout ce que la raison et la religion peuvent offrir de consolations aux malheureux, 1796
- Examen critique du Calendrier, 1797
- L’Adorateur en esprit et en vérité, ou les exercices de la vie chrétienne réglée selon l’esprit de J.-C. et de son Église, 1800
- Des Services que les Femmes peuvent rendre à la Religion, 1800
- Examen particulier de divers Sujets, à l’usage des Sœurs qui se consacrent à l’éducation gratuite ou aux fonctions de servantes des pauvres
- Méditations sur les Souffrances de la Croix de Notre-Seigneur Jésus-Christ, suivies d’une instruction sur les indulgences, 1800
- Mémoire pour servir à l’Histoire de la Religion et de la Philosophie, à la fin du dix-huitième siècle, 1803 (anonym)
- De la Vraie Sagesse, pour servir de suite à l’imitation de Jésus-Christ
- Opuscules rédigés en un nouvel ordre de livres et de chapitres, suivis des Consolations de la Vraie Sagesse dans les derniers moments d’une jeune mère chrétienne, 1804
- Entretiens sur le Sacrement de Confirmation, 1809
- Recueil choisi des Mandements de Monseigneur l’évêque de Metz, vers 1820
- Lettres sur les Avantages de l’Amitié chrétienne

## Ehrungen
- Offizier der Ehrenlegion